# Villa Talea de Castro
Villa Talea de Castro là một đô thị thuộc bang Oaxaca, México. Năm 2005, dân số của đô thị này là 2237 người.